# Eridanus (Sternbild)
Das Sternbild Eridanus (auch Fluss Eridanus, abgekürzt Eri) ist ein Sternbild südlich des Himmelsäquators.

## Beschreibung
Der Eridanus ist eines der ausgedehntesten Sternbilder am Nachthimmel. Er zieht sich als Kette von Sternen unterhalb des Orion bis tief in den Südhimmel hinein.
Das Sternbild ist nicht sehr auffällig, da nur vier Sterne heller als die 3. Größenklasse sind; von Mitteleuropa aus ist nur der nördliche Teil sichtbar.
Der Stern Epsilon Eridani ist mit 10,7 Lichtjahren Entfernung einer der nächsten Nachbarn der Sonne.
Im Sternbild Eridanus wurde 2007 der Eridanus Supervoid entdeckt, welcher etwa eine Milliarde Lichtjahre Ausdehnung hat. In dieser Region gibt es keinerlei Sterne, keine Galaxien, keine schwarzen Löcher und auch keine Indizien für dunkle Materie.

## Geschichte
Der Eridanus gehört zu den 48 Sternbildern der antiken Astronomie, die bereits von Ptolemäus beschrieben wurden.
In der griechischen Mythologie war der Eridanus ein Fluss, der den Wassern des Aquarius entsprang. Eine Sage bringt ihn mit Phaeton, dem Sohn des Sonnengottes Helios, in Verbindung. Als Phaeton eines Tages den Sonnenwagen seines Vaters übernahm, kam es zur Katastrophe. Der von Rössern gezogene Wagen, der die Sonne trug, geriet außer Kontrolle. Er kam der Erde zu nahe, verbrannte den Norden Afrikas und färbte die Haut der dort lebenden Menschen dunkel. Der erzürnte Zeus tötete Phaeton mit einem Blitzschlag. Das Sternbild Eridanus sollte ursprünglich den Weg darstellen, den der Himmelswagen während dieser Fahrt nahm. Später sah man darin den Fluss, in den der tote Phaeton stürzte.
Ursprünglich endete das Sternbild bereits am Stern Acamar (θ Eridani), der Name leitet sich aus dem Altarabischen ab und bedeutet „das Ende des Flusses“. Denn vor 2500 Jahren lag Eridanus auf Grund der Präzession noch 10 Grad südlicher als heute. Acamar erschien auf Kreta gerade so über dem Horizont. Der Name des heute südlichsten Sterns, Achernar, bedeutet ebenso „das Ende des Flusses“, also dürfte er schon von kleinasiatischen Reisenden der Spätantike verlängert worden sein. Achernar lag damals auf −71° Deklination und konnte selbst in Ägypten nicht beobachtet werden.
Pieter Dirkszoon Keyser, der 1595/96 zwölf „neue“ Sternbilder während seiner Südfahrt, auf der er verstarb, definiert hatte, die sein Kommandant mitbrachte, nannte ihn auf Nil um („Het Zuyder eynde van den Nyli“), mutmaßlich als einen der vier Paradiesflüsse, in Tradition des Eratosthenes, der den Eridanus als den ägyptischen Fluss gedeutet hatte (obwohl schon Hesiod die zwei getrennt abhandelte). Als solcher findet er sich auch bei Plancius und den von Jodocus Hondius gedruckten Himmelskarten, 1602/03 auch bei Willem Janszoon Blaeu. Johann Bayer verzeichnet ihn aber als Eridanus in ptolemäischer Tradition, und der Alternativname setzte sich nie durch.

## Himmelsobjekte

### Sterne
| B   | F  | Namen o. andere Bezeichnungen | Größe (mag) | Lj   | Spektralklasse |
| --- | -- | ----------------------------- | ----------- | ---- | -------------- |
| α   |    | Achernar                      | 0,45        | 144  | B3 V           |
| β   | 67 | Cursa, Kursa, Dhalim          | 2,78        | 90   | A3 IIIvar      |
| γ   | 34 | Zaurak, Zaurac                | 2,95        | 150  | M0 III         |
| θ   |    | Acamar                        | 3,0         | 163  | A4 + A1        |
| δ   | 23 | Rana                          | 3,52        | 29   | K0 IV          |
| υ4  | 41 |                               | 3,55        | 120  | B8 V           |
| φ   |    |                               | 3,56        | 120  | B8 V           |
| χ   |    |                               | 3,69        | 50   | G6 IV          |
| τ4  | 16 |                               | 3,69        | 250  | M3.5 III       |
| ε   | 18 | Epsilon Eridani               | 3,73        | 10,5 | K2 V           |
| υ2  | 52 | Beemin, Theemin               | 3,82        | 200  | G8+ III        |
| l   | 53 | Sceptrum                      | 3,9         | 110  | K2 IIIb        |
| η   | 3  | Azha                          | 3,89        | 121  | K1 III         |
| ν   | 48 |                               | 3,93        | 1000 | B2 III         |
| ν3  | 43 | d Eridani                     | 3,97        | 250  | K5 III         |
| ο1  | 38 | Beid                          | 4,04        | 200  | F2 III         |
| μ   | 57 |                               | 4,01        | 400  | B5 IV          |
| τ3  | 11 |                               | 4,09        | 80   | A3 IV          |
| ι   |    |                               | 4,11        | 200  | K0 III         |
| g   |    |                               | 4,17        | 210  | G7 III         |
| τ6  | 27 |                               | 4,23        | 60   | F3 III         |
| κ   |    |                               | 4,24        |      |                |
| λ   | 69 |                               | 4,25        | 811  | B2 III(e)p     |
| e   |    | 82 G. Eridani, HD 20794       | 4,25        | 20   | G6 V           |
| τ5  | 19 |                               | 4,27        | 300  | B8 V           |
| f   |    |                               | 4,30        |      |                |
| 400 | 54 |                               | 4,32        |      |                |
| ω   | 61 |                               | 4,30        |      |                |
| ο2  | 40 | Keid                          | 4,43        | 16   | K1 + A2        |
| π   | 26 |                               | 4,43        |      |                |
| τ1  | 1  |                               | 4,47        | 50   | F6 V           |
| 400 | 32 |                               | 4,5         | 250  | G8 + A2        |
| y   |    | HD 22663                      | 4,58        | 250  | K1III          |
| h   |    |                               | 4,59        |      |                |
| τ9  | 36 |                               | 4,66        |      | B6 V + B9.5V   |
| τ8  | 33 |                               | 4,65        |      | B6 V           |
| s   |    | HD 16754                      | 4,75        | 145  | A1Vb           |
| v   | 17 |                               | 4,74        |      |                |
| τ2  | 2  | Angetenar, Al Anchat          | 4,75        | 182  | K0 III         |
| w   | 32 | 32 Eri B                      | 5,89        | 340  |                |
| ζ   | 13 | Zibal                         | 4,80        |      |                |
| ψ   | 65 |                               | 4,80        |      |                |
| 400 | 15 |                               | 4,86        |      |                |
| 400 | 39 |                               | 4,87        | 300  | K3 + G2        |
| 400 | 45 |                               | 4,91        |      |                |

Achernar, der hellste Stern, ist 144 Lichtjahre entfernt. Er besitzt eine eigenartige Form. Beobachtungen weisen darauf hin, dass sein Durchmesser am Äquator 50 % größer ist als an den Polen. Diese Abplattung wird auf eine hohe Rotationsgeschwindigkeit zurückgeführt.

### Doppelsterne
| System | Größen (mag) | Abstand |
| ------ | ------------ | ------- |
| θ      | 3,3/4,4      | 8,2"    |
| ο2     | 4,5/9,7/10,8 | 83"     |
| 32     | 4,8/6,1      | 6,8"    |
| f      | 4,8/5,4      | 8,1"    |
| 39     | 4,9/8,0      | 6,4"    |
| p      | 5,8/5,9      | 11,5"   |

θ Eridani ist ein Doppelstern in 120 Lichtjahren Entfernung, der bereits mit einem kleineren Teleskop getrennt werden kann.
ο2 Eridani ist ein Dreifachsystem in 15,9 Lichtjahren Entfernung. Der Hauptstern ist etwa so groß wie unsere Sonne. Eine der Komponenten ist ein weißer Zwergstern, der nur den doppelten Erddurchmesser besitzt. Dieser Stern ist der am einfachsten zu beobachtende weiße Zwerg; er wird bereits in einem Amateurteleskop sichtbar. In einem größeren Teleskop wird auch die dritte Komponente, ein roter Zwergstern, sichtbar.

### Veränderliche Sterne
| Stern | Größe    | Periode  | Typ       |
| ----- | -------- | -------- | --------- |
| T Eri | 7,4–13,2 | 252 Tage | Mirastern |

T Eridani ist ein pulsationsveränderlicher Stern vom Mira-Typ. Im Maximum erreicht er eine scheinbare Helligkeit von 7,4 mag, so dass er in einem lichtstarken Prismenfernglas oder kleinerem Teleskop beobachtet werden kann. Im Minimum fällt seine scheinbare Helligkeit auf 13,2 mag ab. Um ihn aufzufinden, benötigt man ein größeres Teleskop.

### NGC-Objekte
| NGC  | Vmag | Typ     |
| ---- | ---- | ------- |
| 1132 | 12,3 | Galaxie |
| 1232 | 9,9  | Galaxie |
| 1291 | 9,4  | Galaxie |
| 1300 | 10,4 | Galaxie |
| 1332 | 10,3 | Galaxie |

| NGC  | Vmag | Typ                  |
| ---- | ---- | -------------------- |
| 1395 | 9,6  | Galaxie              |
| 1407 | 9,7  | Galaxie              |
| 1532 | 9,9  | Galaxie              |
| 1535 | 10   | Planetarischer Nebel |

NGC 1132 ist eine seltene elliptischen Riesengalaxie in 318 Millionen Lichtjahren Entfernung.
NGC 1291 ist eine Balkenspiralgalaxie vom Typ SBa in 30 Millionen Lichtjahren Entfernung.
NGC 1535 ist ein planetarischer Nebel in 5.000 Lichtjahren Entfernung. Erst in größeren Teleskopen werden Strukturen darin sichtbar.